# 거안로
거안로(Geoan-ro)는 경상남도 함양군 안의면 용추교차로에서 거창군 거창읍 절부삼거리를 잇는 도로이다.

## 주요 경유지
경상남도
- 함양군 (안의면) - 거창군 (마리면 . 거창읍)

## 노선
| 이름          | 접속 노선               | 소재지 | 소재지 | 비고              |
| ------------- | ----------------------- | ------ | ------ | ----------------- |
| 용추 교차로   | 국도 제3호선 (거함대로) | 함양군 | 안의면 |                   |
| 삼산 교차로   | 국도 제3호선 (거함대로) | 함양군 | 안의면 |                   |
| 지동 교차로   | 거함대로                | 거창군 | 마리면 | 국도 제37호선구간 |
| 마리삼거리    | 빼재로                  | 거창군 | 마리면 | 국도 제37호선구간 |
| 말흘 교차로   | 국도 제3호선 (거함대로) | 거창군 | 마리면 |                   |
| 진산 교차로   | 거함대로                | 거창군 | 마리면 |                   |
| 절부삼거리    | 거함대로                | 거창군 | 거창읍 |                   |
| 강남로와 직결 |                         |        |        |                   |